# Волнат (Илиноис)
Волнат (енгл. Walnut) град је у америчкој савезној држави Илиноис.

## Демографија
По попису из 2010. године број становника је 1.416, што је 45 (-3,1%) становника мање него 2000. године.
| Група             | 2000.         | 2010.         |
| Белци             | 1.444 (98,8%) | 1.368 (96,6%) |
| Афроамериканци    | 1 (0,1%)      | 0 (0,0%)      |
| Азијати           | 1 (0,1%)      | 8 (0,6%)      |
| Хиспаноамериканци | 6 (0,4%)      | 30 (2,1%)     |
| Укупно            | 1.461         | 1.416         |